# Гітари, серця, гранати
«Гітари, серця, гранати» — дебютний та єдиний студійний альбом гурту «Актус», випущений 1996 року. Більшість пісень з цього запису, пізніше були перезаписані для альбомів гурту «Гайдамаки», який став наступником "Актусу", оскільки складався з частини учасників гурту.

## Перелік пісень
1. «Мені розкаже ранішня роса»
2. «Весільна»
3. «Ранок»
4. «Смерічка»
5. «Чорна стріла»
6. «Жнива»
7. «Космічна Енеїда»
8. «Дзеркала»
9. «I'm crayn»
10. «Дитя натхення»
11. «Моя королева»
12. «Весна»